# Grijze loofbuulbuul
De grijze loofbuulbuul (Phyllastrephus cerviniventris) is een zangvogel uit de familie Pycnonotidae (buulbuuls).

## Verspreiding en leefgebied
Deze soort komt voor in oostelijk en zuidelijk-centraal Afrika en telt twee ondersoorten:
- P. c. schoutedeni: van centraal Kenia tot centraal Mozambique, Zambia en oostelijk Angola.
- P. c. cerviniventris: Katanga (zuidoostelijk Congo-Kinshasa).

## Status
De grootte van de populatie is niet gekwantificeerd maar de soort wordt omschreven als doorgaans schaars maar soms plaatselijk vrij algemeen. Op de Rode lijst van de IUCN heeft deze soort de status niet bedreigd.